# Copa de la CEI 2009
La Copa de la CEI 2009 es la 17.ª edición de este torneo de fútbol a nivel de clubes organizado por la Unión de Fútbol de Rusia y que contó con la participación de 16 equipos.
El FC Sheriff Tiraspol de Moldavia venció al FC Aktobe de Kazajistán en la final jugada en Moscú para ser campeón del torneo por segunda ocasión.

## Participantes
| Equipo                 | Clasificación                                                             | Apariciones |
| ---------------------- | ------------------------------------------------------------------------- | ----------- |
| Rubin Kazan            | Campeón de la 2008 Russian Premier League                                 | 1           |
| Shakhtar-3 Donetsk     | Equipo filial del Shakhtar Donetsk                                        | 5           |
| MTZ-RIPO Minsk         | 3.er lugar de la 2008 Belarusian Premier League                           | 1           |
| Ekranas Panevėžys      | Campeón de la 2008 A Lyga                                                 | 2           |
| Ventspils              | Campeón de la 2008 Latvian Higher League                                  | 3           |
| Levadia Tallinn        | Campeón de la 2008 Meistriliiga                                           | 6           |
| Sheriff Tiraspol       | Campeón de la 2007–08 Moldovan National Division                          | 8           |
| Ararat Yerevan         | 2.º lugar de la 2008 Armenian Premier League                              | 2           |
| Inter Baku             | Campeón de la 2007–08 Azerbaijan Premier League                           | 1           |
| Aktobe                 | Campeón de la 2008 Kazakhstan Premier League                              | 4           |
| Pakhtakor Tashkent     | 2.º lugar de la 2008 Uzbek League                                         | 8           |
| Regar-TadAZ Tursunzoda | Campeón de la 2008 Tajik League                                           | 8           |
| Aşgabat                | Campeón de la 2008 Ýokary Liga                                            | 2           |
| Dordoi-Dynamo Naryn    | Campeón de la 2008 Kyrgyzstan League                                      | 5           |
| Inter Turku            | Campeón de la 2008 Veikkausliiga                                          | 1           |
| Rusia sub-21           | Participante no oficial, no es elegible para avanzar de la fase de grupos | 7           |

## Fase de grupos

### Grupo A
| Equipo             | J | G | E | P | GF | GC | GD | Pts |
| ------------------ | - | - | - | - | -- | -- | -- | --- |
| Aktobe             | 3 | 2 | 1 | 0 | 6  | 2  | +4 | 7   |
| Pakhtakor Tashkent | 3 | 1 | 2 | 0 | 6  | 3  | +3 | 5   |
| Rubin Kazan        | 3 | 1 | 1 | 1 | 4  | 5  | -1 | 4   |
| Ararat Yerevan     | 3 | 0 | 0 | 3 | 4  | 10 | -6 | 0   |

| 17 de enero de 2009 | Rubin Kazan | 1 – 1 | Pakhtakor Tashkent | Olympic Sport Complex, Moscú                            |                                                         |
|                     | Kabze 51'   |       | Geynrikh 13'       | Asistencia: 3,500 espectadores Árbitro(s): Vusal Aliyev | Asistencia: 3,500 espectadores Árbitro(s): Vusal Aliyev |

| 17 de enero de 2009 | Ararat Yerevan  | 1 – 3 | Aktobe                             | Dynamo Manage, Moscú                                        |                                                             |
|                     | N.Erzrumian 76' |       | Khairullin 12' 32' · Ostapenko 44' | Asistencia: 200 espectadores Árbitro(s): Muzaffar Abdullaev | Asistencia: 200 espectadores Árbitro(s): Muzaffar Abdullaev |

| 18 de enero de 2009 | Rubin Kazan | 0 – 2 | Aktobe                          | Olympic Sport Complex, Moscú                               |                                                            |
|                     |             |       | Kenzhesariyev 41' · Strukov 59' | Asistencia: 1,700 espectadores Árbitro(s): Andrejs Sipailo | Asistencia: 1,700 espectadores Árbitro(s): Andrejs Sipailo |

| 18 de enero de 2009 | Pakhtakor Tashkent                                         | 4 – 1 | Ararat Yerevan | Dynamo Manage, Moscú                                       |                                                            |
|                     | Geynrikh 17' · Iheruome 36' · Akhmedov 42' · Z.Tadjiev 58' |       | Nranyan 33'    | Asistencia: 500 espectadores Árbitro(s): Sergey Tsinkevich | Asistencia: 500 espectadores Árbitro(s): Sergey Tsinkevich |

| 20 de enero de 2009 | Rubin Kazan | 3 – 2 | Ararat Yerevan                  | Olympic Sport Complex, Moscú                             |                                                          |
|                     |             |       | Movsisian 26' · S.Erzrumian 55' | Asistencia: 1,000 espectadores Árbitro(s): Oleh Oriekhov | Asistencia: 1,000 espectadores Árbitro(s): Oleh Oriekhov |

| 20 de enero de 2009 | Pakhtakor Tashkent | 1 – 1 | Aktobe      | Dynamo Manage, Moscú                                       |                                                            |
|                     | Iheruome 18'       |       | Tleshev 38' | Asistencia: 300 espectadores Árbitro(s): Allabergen Sapaev | Asistencia: 300 espectadores Árbitro(s): Allabergen Sapaev |

### Grupo B

#### Tabla No Oficial
| Equipo            | J | G | E | P | GF | GC | GD | Pts |
| ----------------- | - | - | - | - | -- | -- | -- | --- |
| Ekranas Panevėžys | 3 | 3 | 0 | 0 | 6  | 1  | +5 | 9   |
| MTZ-RIPO Minsk    | 3 | 2 | 0 | 1 | 6  | 2  | +4 | 6   |
| Rusia sub-21      | 3 | 0 | 1 | 2 | 0  | 3  | -3 | 1   |
| Aşgabat           | 3 | 0 | 1 | 2 | 1  | 7  | -6 | 1   |

#### Tabla oficial
| Equipo            | J | G | E | P | GF | GC | GD | Pts |
| ----------------- | - | - | - | - | -- | -- | -- | --- |
| Ekranas Panevėžys | 2 | 2 | 0 | 0 | 5  | 1  | +4 | 6   |
| MTZ-RIPO Minsk    | 2 | 1 | 0 | 1 | 4  | 2  | +2 | 3   |
| Aşgabat           | 2 | 0 | 0 | 2 | 1  | 7  | -6 | 0   |

| 17 de enero de 2009 | Aşgabat | 0 – 0 | Rusia sub-21 | Olympic Sport Complex, Moscú                                |  |
|                     |         |       |              | Asistencia: 2,300 espectadores Árbitro(s): Aleksandr Gauzer |  |

| 17 de enero de 2009 | Ekranas Panevėžys    | 2 – 0 | MTZ-RIPO Minsk | Dynamo Manage, Moscú                                   |                                                        |
|                     | Rähn 75' · Bička 78' |       |                | Asistencia: 200 espectadores Árbitro(s): Kristo Tohver | Asistencia: 200 espectadores Árbitro(s): Kristo Tohver |

| 18 de enero de 2009 | Rusia sub-21 | 0 – 1 | Ekranas Panevėžys | Olympic Sport Complex, Moscú                             |                                                          |
|                     |              |       | Matović 13'       | Asistencia: 2,000 espectadores Árbitro(s): Vadim Agishev | Asistencia: 2,000 espectadores Árbitro(s): Vadim Agishev |

| 18 de enero de 2009 | Aşgabat | 0 – 4 | MTZ-RIPO Minsk                              | Dynamo Manage, Moscú                                        |                                                             |
|                     |         |       | Sashcheka 17' · Camara 42' · Ceolin 54' 57' | Asistencia: 1,000 espectadores Árbitro(s): Ghenadie Sidenco | Asistencia: 1,000 espectadores Árbitro(s): Ghenadie Sidenco |

| 20 de enero de 2009 | Rusia sub-21 | 0 – 2 | MTZ-RIPO Minsk             | Olympic Sport Complex, Moscú                           |                                                        |
|                     |              |       | Ceolin 54' · Sashcheka 89' | Asistencia: 500 espectadores Árbitro(s): Kristo Tohver | Asistencia: 500 espectadores Árbitro(s): Kristo Tohver |

| 20 de enero de 2009 | Aşgabat      | 1 – 3 | Ekranas Panevėžys             | Dynamo Manage, Moscú                                    |                                                         |
|                     | Mingazow 90' |       | Pogreban 48' · Trakys 71' 86' | Asistencia: 300 espectadores Árbitro(s): Sergei Karasev | Asistencia: 300 espectadores Árbitro(s): Sergei Karasev |

### Grupo C
| Equipo                 | J | G | E | P | GF | GC | GD | Pts |
| ---------------------- | - | - | - | - | -- | -- | -- | --- |
| Sheriff Tiraspol       | 3 | 2 | 1 | 0 | 6  | 1  | +5 | 7   |
| Regar-TadAZ Tursunzoda | 3 | 1 | 1 | 1 | 6  | 4  | +2 | 4   |
| Shakhtar-3 Donetsk     | 3 | 1 | 0 | 2 | 3  | 9  | -6 | 3   |
| Levadia Tallinn        | 3 | 0 | 2 | 1 | 2  | 3  | -1 | 2   |

| 17 de enero de 2009 | Shakhtar-3 Donetsk | 0 – 4 | Sheriff Tiraspol                | Olympic Sport Complex, Moscú                                   |                                                                |
|                     |                    |       | Yerojin 21' 28' 66' · Bulat 23' | Asistencia: 1000 espectadores Árbitro(s): Vladislav Bezborodov | Asistencia: 1000 espectadores Árbitro(s): Vladislav Bezborodov |

| 17 de enero de 2009 | Levadia Tallinn | 1 – 1 | Regar-TadAZ Tursunzoda | Dynamo Manage, Moscú                                   |                                                        |
|                     | Andréyev 25'    |       | Ortikov 7'             | Asistencia: 100 espectadores Árbitro(s): Yuri Baskakov | Asistencia: 100 espectadores Árbitro(s): Yuri Baskakov |

| 18 de enero de 2009 | Shakhtar-3 Donetsk       | 2 – 1 | Levadia Tallinn | Olympic Sport Complex, Moscú                                |                                                             |
|                     | Pryyomov 9' · Bredun 80' |       | Gussev 38'      | Asistencia: 500 espectadores Árbitro(s): Aleksandr Kolobaev | Asistencia: 500 espectadores Árbitro(s): Aleksandr Kolobaev |

| 18 de enero de 2009 | Sheriff Tiraspol          | 2 – 1 | Regar-TadAZ Tursunzoda | Dynamo Manage, Moscú                                   |                                                        |
|                     | Yerojin 48' · Suvorov 55' |       | Rabimov 37'            | Asistencia: 400 espectadores Árbitro(s): Almir Kayumov | Asistencia: 400 espectadores Árbitro(s): Almir Kayumov |

| 20 de enero de 2009 | Sheriff Tiraspol | 0 – 0 | Levadia Tallinn | Olympic Sport Complex, Moscú                              |  |
|                     |                  |       |                 | Asistencia: 500 espectadores Árbitro(s): Maksim Layushkin |  |

| 20 de enero de 2009 | Regar-TadAZ Tursunzoda              | 4 – 1 | Shakhtar-3 Donetsk | Dynamo Manage, Moscú                                      |                                                           |
|                     | Rabimov 36' 48' 59' · Makhmudov 39' |       | Nasibulin 73'      | Asistencia: 300 espectadores Árbitro(s): Aleksandr Gauzer | Asistencia: 300 espectadores Árbitro(s): Aleksandr Gauzer |

### Grupo D
| Equipo              | J | G | E | P | GF | GC | GD | Pts |
| ------------------- | - | - | - | - | -- | -- | -- | --- |
| Inter Baku          | 3 | 2 | 1 | 0 | 5  | 1  | +4 | 7   |
| Ventspils           | 3 | 2 | 0 | 1 | 4  | 3  | +1 | 6   |
| Dordoi-Dynamo Naryn | 3 | 0 | 2 | 1 | 3  | 4  | -1 | 2   |
| Inter Turku         | 3 | 0 | 1 | 2 | 5  | 9  | -4 | 1   |

| 17 de enero de 2009 | Ventspils         | 3 – 1 | Inter Turku | Olympic Sport Complex, Moscú                            |                                                         |
|                     | Rimkus 4' 15' 42' |       | Ojala 30'   | Asistencia: 800 espectadores Árbitro(s): Sergei Karasev | Asistencia: 800 espectadores Árbitro(s): Sergei Karasev |

| 17 de enero de 2009 | Dordoi-Dynamo Naryn | 0 – 0 | Inter Baku | Dynamo Manage, Moscú                                       |  |
|                     |                     |       |            | Asistencia: 500 espectadores Árbitro(s): Nerijus Dunauskas |  |

| 18 de enero de 2009 | Inter Turku | 1 – 3 | Inter Baku                                            | Olympic Sport Complex, Moscú                           |                                                        |
|                     | Seppälä 48' |       | Rubins 24' · Kh.Mammadov 32' · Guglielmone 75' (pen.) | Asistencia: 530 espectadores Árbitro(s): Oleh Oriekhov | Asistencia: 530 espectadores Árbitro(s): Oleh Oriekhov |

| 18 de enero de 2009 | Ventspils  | 1 – 0 | Dordoi-Dynamo Naryn | Dynamo Manage, Moscú                                      |                                                           |
|                     | Rimkus 90' |       |                     | Asistencia: 200 espectadores Árbitro(s): Karen Nalbandyan | Asistencia: 200 espectadores Árbitro(s): Karen Nalbandyan |

| 20 de enero de 2009 | Inter Baku                   | 2 – 0 | Ventspils | Olympic Sport Complex, Moscú                                  |                                                               |
|                     | Červenka 51' · Andaveris 87' |       |           | Asistencia: 150 espectadores Árbitro(s): Vladislav Bezborodov | Asistencia: 150 espectadores Árbitro(s): Vladislav Bezborodov |

| 20 de enero de 2009 | Dordoi-Dynamo Naryn               | 3 – 3 | Inter Turku                             | Dynamo Manage, Moscú                                      |                                                           |
|                     | Kum 20' · Tagoe 73' · Sydykov 89' |       | Seppälä 18' · Furuholm 52' · Mäkilä 82' | Asistencia: 300 espectadores Árbitro(s): Ravshan Ishmatov | Asistencia: 300 espectadores Árbitro(s): Ravshan Ishmatov |

## Fase Final

### Cuartos de final
| 21 de enero de 2009 | Inter Baku                          | 2 – 0 | Regar-TadAZ Tursunzoda | Olympic Sport Complex, Moscú                             |                                                          |
|                     | Rubins 24' · Guglielmone 48' (pen.) |       |                        | Asistencia: 1,000 espectadores Árbitro(s): Yuri Baskakov | Asistencia: 1,000 espectadores Árbitro(s): Yuri Baskakov |

| 21 de enero de 2009 | Ekranas Panevėžys                           | 1 – 1 (2 – 4 p.)           | Pakhtakor Tashkent                                  | Olympic Sport Complex, Moscú                             |                                                          |
|                     | Bička 48' (pen.)                            |                            | Kletskov 45'                                        | Asistencia: 2,000 espectadores Árbitro(s): Almir Kayumov | Asistencia: 2,000 espectadores Árbitro(s): Almir Kayumov |
|                     |                                             | Tiros desde el punto penal |                                                     |                                                          |                                                          |
|                     | Sasnauskas · Bička · Markevičius · Padaigis |                            | Geynrikh · Marković · Andreev · Kletskov · Iheruome |                                                          |                                                          |

| 21 de enero de 2009 | Sheriff Tiraspol                                                             | 0 – 0 (5 – 4 p.)           | Ventspils                                                            | Olympic Sport Complex, Moscú                                |  |
|                     |                                                                              |                            |                                                                      | Asistencia: 1,500 espectadores Árbitro(s): Karen Nalbandyan |  |
|                     |                                                                              | Tiros desde el punto penal |                                                                      |                                                             |  |
|                     | Corneencov · Mandrîcenco · Markevičius · Tarkhnishvili · Karpovich · Rouamba |                            | Cilinšek · Menteshashvili · Žigajevs · Kačanovs · Rimkus · Kosmačovs |                                                             |  |

| 21 de enero de 2009 | Aktobe                                         | 4 – 1 | MTZ-RIPO Minsk | Olympic Sport Complex, Moscú                               |                                                            |
|                     | Strukov 10' · Tleshev 53' 54' · Khairullin 60' |       | Popel 42'      | Asistencia: 1,300 espectadores Árbitro(s): Andrejs Sipailo | Asistencia: 1,300 espectadores Árbitro(s): Andrejs Sipailo |

### Semifinales
| 23 de enero de 2009 | Pakhtakor Tashkent                                  | 2 – 2 (3 – 4 p.)           | Sheriff Tiraspol                                          | Olympic Sport Complex, Moscú                             |                                                          |
|                     | Rodríguez 22' (a.g.) · Andreev 71'                  |                            | Corneencov 50' · Nadson 76'                               | Asistencia: 1,520 espectadores Árbitro(s): Oleh Oriekhov | Asistencia: 1,520 espectadores Árbitro(s): Oleh Oriekhov |
|                     |                                                     | Tiros desde el punto penal |                                                           |                                                          |                                                          |
|                     | Geynrikh · Marković · Bayramov · Kletskov · Andreev |                            | Suvorov · Mandrîcenco · Mamah · Tarkhnishvili · Rodríguez |                                                          |                                                          |

| 23 de enero de 2009 | Inter Baku | 0 – 1 | Aktobe        | Olympic Sport Complex, Moscú                             |                                                          |
|                     |            |       | Asanbayev 44' | Asistencia: 3,000 espectadores Árbitro(s): Almir Kayumov | Asistencia: 3,000 espectadores Árbitro(s): Almir Kayumov |

### Final
| 25 de enero de 2009 | Sheriff Tiraspol                                 | 1 – 1 (5 – 4 p.)           | Aktobe                                                    | Olympic Sport Complex, Moscú                                |                                                             |
|                     | Suvorov 8' (pen.)                                |                            | Logvinenko 65'                                            | Asistencia: 3,700 espectadores Árbitro(s): Maksim Layushkin | Asistencia: 3,700 espectadores Árbitro(s): Maksim Layushkin |
|                     |                                                  | Tiros desde el punto penal |                                                           |                                                             |                                                             |
|                     | Bulat · Volkov · Mamah · Tarkhnishvili · Rouamba |                            | Khairullin · Kenzhesariyev · Lavrik · Golovskoy · Tleshev |                                                             |                                                             |

## Campeón
| Copa de la CEI 2009           |
| ----------------------------- |
| Bandera de Moldavia           |
| FC Sheriff Tiraspol 2º Título |

## Máximos goleadores
| # | Futbolista        | Equipo                 | Goles |
| - | ----------------- | ---------------------- | ----- |
| 1 | Aleksandr Yerojin | Sheriff Tiraspol       | 4     |
| 1 | Vīts Rimkus       | Ventspils              | 4     |
| 1 | Ibrahim Rabimov   | Regar-TadAZ Tursunzoda | 4     |
| 4 | Murat Tleshev     | Aktobe                 | 3     |
| 4 | Marat Khairullin  | Aktobe                 | 3     |
| 4 | Nicolas Ceolin    | MTZ-RIPO Minsk         | 3     |
| 4 | Hasan Kabze       | Rubin Kazan            | 3     |